# بانگرت
بانگرت (به هلندی: Bangert) یک منطقهٔ مسکونی در هلند است که در میدم‌بلیک واقع شده‌است. بانگرت ۱٬۴۳۰ نفر جمعیت دارد.